# Liste von Kraftwerken in Dänemark
Die Kraftwerke in Dänemark werden sowohl auf einer Karte als auch in Tabellen (mit Kennzahlen) dargestellt. Die Liste ist nicht vollständig.

## Installierte Leistung und Jahreserzeugung
Laut CIA verfügte Dänemark im Jahr 2020 über eine (geschätzte) installierte Leistung von 17,655 GW; der Stromverbrauch lag bei 33,081 Mrd. kWh. Der Elektrifizierungsgrad lag 2020 bei 100 %. Dänemark war 2020 ein Nettoimporteur von Elektrizität; es exportierte 12,694 Mrd. kWh und importierte 18,891 Mrd. kWh.
Laut der Energy Information Administration (EIA) stieg die installierte Leistung von 7,1 GW im Jahr 1980 auf 18 GW im Jahr 2021; die Jahreserzeugung stieg von 25 Mrd. kWh im Jahr 1980 auf 33 Mrd. kWh im Jahr 2021.
Installierte Leistung (in GW). Quelle: EIA
Jahreserzeugung (in Mrd. kWh). Quelle: EIA

## Karte
| Amager |

| Anholt |

| Asnæs |

| Avedøre |

| Ensted |

| Esbjerg |

| Fyns |

| H.C. Ørsted |

| Horns Rev |

| Kriegers Flak |

| Nordjylland |

| Nysted |

| Skærbæk |

| Stigsnæs |

| Studstrup |

## Wärmekraftwerke
| Name        | Block   | Inst. Leistung (MW) | Typ / Brennstoff | Status      | Anmerkung                                                                   |
| ----------- | ------- | ------------------- | ---------------- | ----------- | --------------------------------------------------------------------------- |
| Amager      | 1, 4    | 218                 | Biomasse         | in Betrieb  | 1 × 68 MW, 1 × 150 MW; Block 2 und 3 stillgelegt                            |
| Asnæs       | 2, 5, 6 | 807                 | Biomasse         | in Betrieb  | 1 × 142 MW, 1 × 640 MW, 1 × 25 MW; Block 1, 3 und 4 stillgelegt             |
| Avedøre     | 1 bis 2 | 750                 | Erdgas, Biomasse | in Betrieb  | 1 × 250 MW, 1 × 500 MW; unterschiedliche Angaben zur installierten Leistung |
| Ensted      |         | 626                 | Kohle            | stillgelegt | stillgelegt 2013                                                            |
| Esbjerg     |         | 378                 | Kohle            | stillgelegt | stillgelegt 2024                                                            |
| Fyns        |         | 397                 | Erdgas           | in Betrieb  | Seit April 2024 von Kohle auf Erdgas umgestellt                             |
| H.C. Ørsted |         | 185                 | Erdgas           | in Betrieb  |                                                                             |
| Nordjylland |         | 716                 | Kohle            | in Betrieb  |                                                                             |
| Skærbæk     |         | 392                 | Erdgas           | in Betrieb  |                                                                             |
| Stigsnæs    |         | 409                 | Kohle            | stillgelegt | stillgelegt 2012                                                            |
| Studstrup   | 3, 4    | 700                 | Biomasse         | in Betrieb  | 2 × 350 MW; Block 1 und 2 stillgelegt                                       |

1. 1 2 3 4  Es handelt sich um ein Heizkraftwerk.

## Windenergieanlagen
Ende 2024 waren für Dänemark Windkraftanlagen (WKA) mit einer installierten Leistung von 7612 MW in Betrieb, davon 4960 MW an Land (65,2 %) und 2652 MW offshore (34,8 %).

### Offshore-Windparks
Die Liste ist nach Gewässern geordnet. Innerhalb der einzelnen Kategorien sind die Windparks zunächst in betriebene, in Bau befindliche und geplante Windparks gegliedert. Anschließend sind die Windparks nach ihrem (geplanten) Fertigstellungsdatum und danach alphabetisch geordnet. Anlagen, die mit einem * gekennzeichnet sind, befinden sich in unmittelbarer Nähe zur Küste und werden daher auch near-shore-Anlagen genannt.
| Name                                          | Leistung (MW) | Windkraftanlagentyp (Leistung, Rotordurchmesser)                                                             | Anzahl WKAs | Koordinaten                                           | Status             | Inbetriebnahme (Jahr) | Quellen, Anmerkungen                                                                         |
| --------------------------------------------- | ------------- | --- | ----------- | ----------------------------------------------------- | ------------------ | --------------------- | -------------------------------------------------------------------------------------------- |
| Nordsee                                       |               | |             |                                                       |                    |                       |                                                                                              |
| Horns Rev (Phase 1)                           | 160           | Vestas V80-2.0 (2,0 MW, 80,0 m)                                                                              | 80          | 55° 31′ 47″ N, 7° 54′ 22″ O                           | in Betrieb         | 2002                  |                                                                                              |
| Rønland *                                     | 17            | 4 × Vestas V80-2.0 (2,0 MW, 80,0 m) 4 × Bonus B82/2300 (2,3 MW, 82,0 m)                                      | 8           | 56° 39′ 43″ N, 8° 13′ 12″ O                           | in Betrieb         | 2003                  |                                                                                              |
| Horns Rev (Phase 2)                           | 209           | Siemens SWT-2.3-93 (2,3 MW, 93,0 m)                                                                          | 91          | 55° 36′ 0″ N, 7° 34′ 55″ O                            | in Betrieb         | 2009                  |                                                                                              |
| Nissum Bredning *                             | 28            | Siemens SWT-7.0-154 (7,0 MW, 154,0 m)                                                                        | 4           | 56° 40′ 8″ N, 8° 14′ 42″ O                            | in Betrieb         | 2018                  |                                                                                              |
| Horns Rev (Phase 3)                           | 406,7         | MHI Vestas V164-8.0 MW (8,3 MW, 164,0 m)                                                                     | 49          | 55° 42′ 7″ N, 7° 41′ 20″ O                            | in Betrieb         | 2019                  |                                                                                              |
| Vesterhav * (Nord und Süd)                    | 344,4         | Siemens Gamesa SG 8.0-167 DD (8,4 MW, 167,0 m)                                                               | 41          | 56° 37′ 19″ N, 8° 3′ 14″ O                            | in Betrieb         | 2024                  |                                                                                              |
| Thor                                          | 1008          | Siemens Gamesa SG 14-236 DD (14,0 MW, 236,0 m)                                                               | 72          | 56° 21′ 29″ N, 7° 41′ 6″ O                            | in Bauvorbereitung | (2027)                | 10. August 2023: endgültige Investitionsentscheidung getroffen                               |
| Ostsee mit Öresund, Großem Belt und Kattegatt |               | |             |                                                       |                    |                       |                                                                                              |
| Vindeby *                                     | 5             | Bonus B35/450 (450 kW, 35,0 m)                                                                               | 11          | 54° 58′ 12″ N, 11° 7′ 48″ O                           | außer Betrieb      | 1991                  | nach 25 Jahren Betrieb 2017 zurückgebaut                                                     |
| Tunø Knob *                                   | 5             | Vestas V39-500 (500 kW, 39,0 m)                                                                              | 10          | 55° 58′ 5″ N, 10° 21′ 18″ O                           | in Betrieb         | 1995                  |                                                                                              |
| Middelgrunden *                               | 40            | Bonus B76/2000 (2,0 MW, 76,0 m)                                                                              | 20          | 55° 41′ 28″ N, 12° 40′ 8″ O                           | in Betrieb         | 2001                  |                                                                                              |
| Frederikshavn *                               | 7,6           | 1 × Vestas V90-3.0 (3,0 MW, 90,0 m) 1 × Bonus B82/2300 (2,3 MW, 82,4 m) 1 × Nordex N90/2300 (2,3 MW, 90,0 m) | 3           | 57° 26′ 35″ N, 10° 33′ 43″ O                          | in Betrieb         | 2002                  |                                                                                              |
| Nysted (Rødsand) (Phase 1)                    | 166           | Siemens SWT-2.3-82 (2,3 MW, 82,0 m)                                                                          | 72          | 54° 32′ 56″ N, 11° 42′ 50″ O                          | in Betrieb         | 2003                  |                                                                                              |
| Samsø *                                       | 23            | Siemens SWT-2.3-82 (2,3 MW, 82,0 m)                                                                          | 10          | 55° 43′ 12″ N, 10° 34′ 59″ O                          | in Betrieb         | 2003                  |                                                                                              |
| Avedøre Holme *                               | 10,8          | Siemens SWT-3.6-120 (3,6 MW, 120,0 m)                                                                        | 3           | 55° 36′ 7″ N, 12° 27′ 40″ O                           | in Betrieb         | 2009                  |                                                                                              |
| Sprogø                                        | 21            | Vestas V90-3.0 (3,0 MW, 90,0 m)                                                                              | 7           | 55° 20′ 35″ N, 10° 57′ 29″ O                          | in Betrieb         | 2009                  |                                                                                              |
| Nysted (Rødsand) (Phase 2)                    | 207           | Siemens SWT-2.3-93 (2,3 MW, 93,0 m)                                                                          | 90          | 54° 33′ 18″ N, 11° 32′ 53″ O                          | in Betrieb         | 2010                  |                                                                                              |
| Anholt                                        | 400           | Siemens SWT-3.6-120 (3,6 MW, 120,0 m)                                                                        | 111         | 56° 36′ 11″ N, 11° 12′ 32″ O                          | in Betrieb         | 2013                  |                                                                                              |
| Kriegers Flak                                 | 604,8         | Siemens Gamesa SG 8.0-167 DD (8,4 MW, 167,0 m)                                                               | 72          | 55° 1′ 34″ N, 12° 56′ 20″ O                           | in Betrieb         | 2021                  | [ 9 ]                                                                                        |
| Frederikshavn * (Demonstrator)                | 45            | Vestas V236-15.0 MW (15,0 MW, 236,0 m)                                                                       | 3           | 57° 27′ 25″ N, 10° 38′ 35″ O                          | in Bauvorbereitung | (2024)                | [ 10 ]                                                                                       |
| In Planung (Dänemark kpl.)                    |               | |             |                                                       |                    |                       |                                                                                              |
| „Energie-Insel“                               | 3.000         | (TBD) (10 GW im Endausbau)                                                                                   | 200         | neu zu errichtende Insel, ca. 80 km nördlich Jütlands | zurückgestellt     | (TBD)                 | Ein Teil der Energie soll direkt in Wasserstoff umgewandelt werden (Power-to-X-Technologie). |